# Ghirișu Român, Cluj
Ghirișu Român (în maghiară Mezögyéres) este un sat în comuna Mociu din județul Cluj, Transilvania, România.

## Istoric
Așezarea este menționată prima oară în 1377 ca și poss. Gerus. Urmează alte menționări în 1461 (census quinquagesimalis de Gensus nobilum), 1470 (poss. Gyrews), 1473 (poss. Geerews), 1733 (Geres), 1750 (Giris), 1760 (Olag Gyeres), 1850 (Gyris), 1854 (Olah Gyeres și Ghiriș).

## Demografie
De-a lungul timpului populația localității a evoluat astfel:

## Galerie de imagini

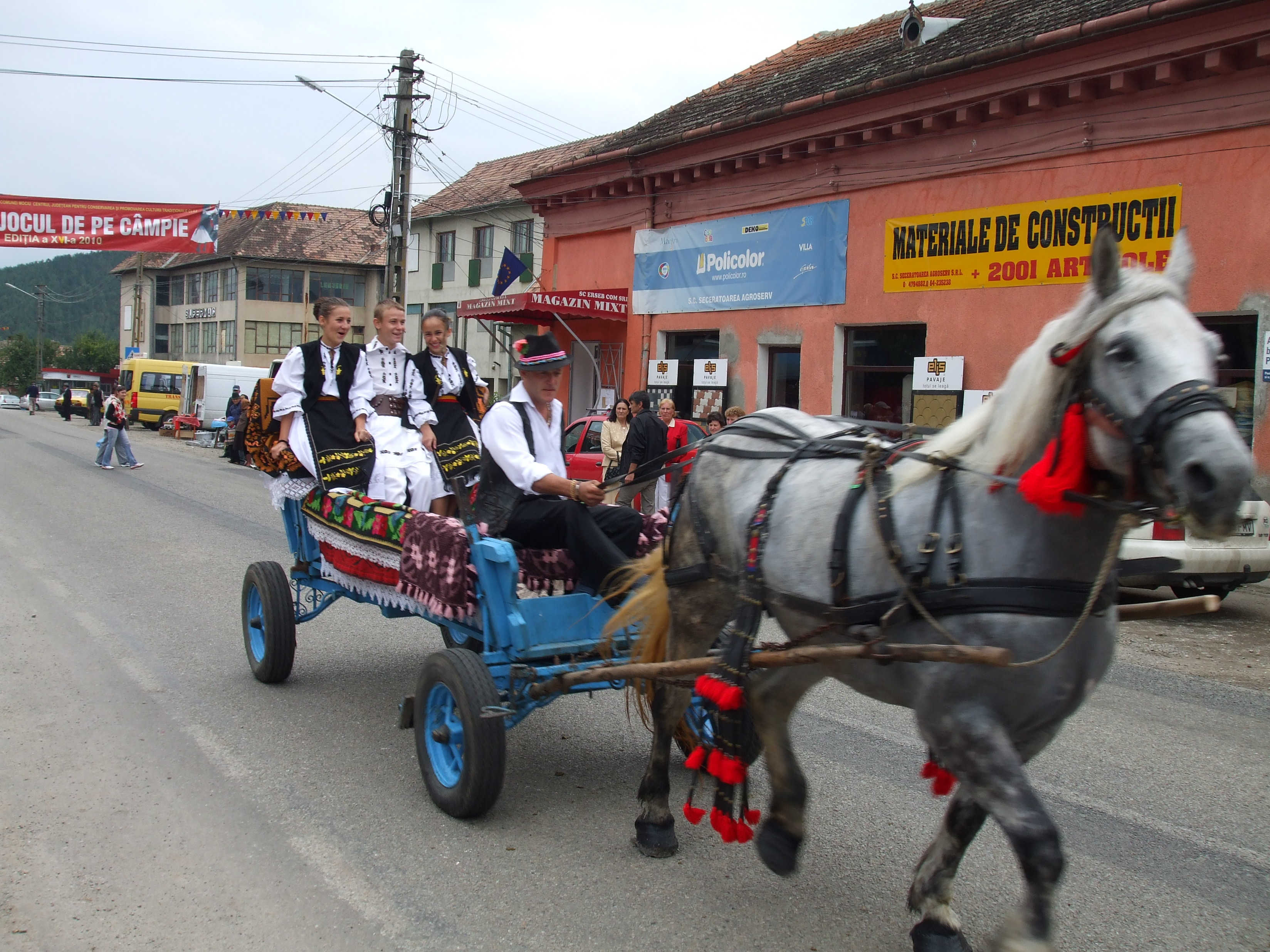
Tineri dansatori din Ghirișu Român
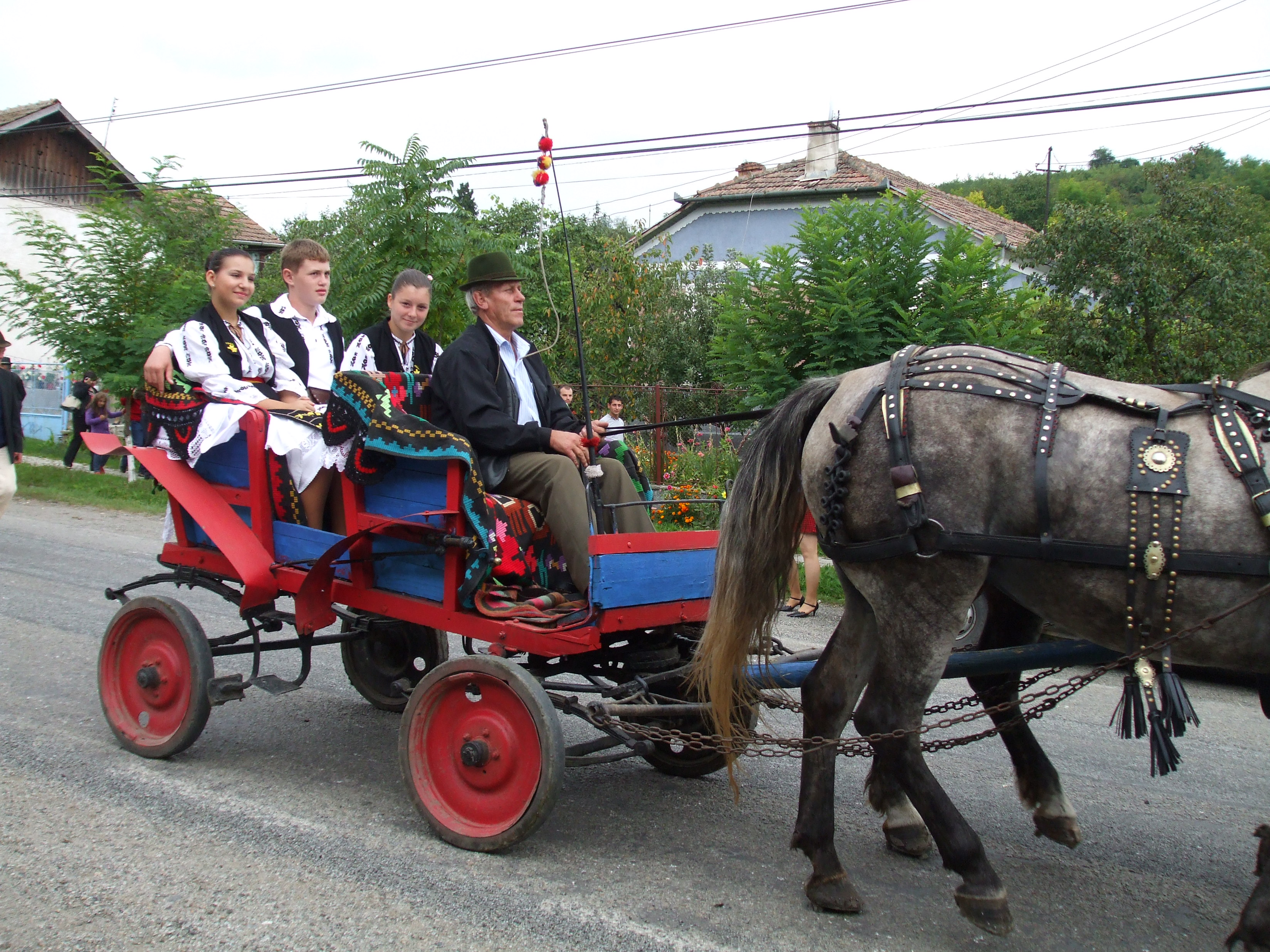
Costume populare specifice zonei
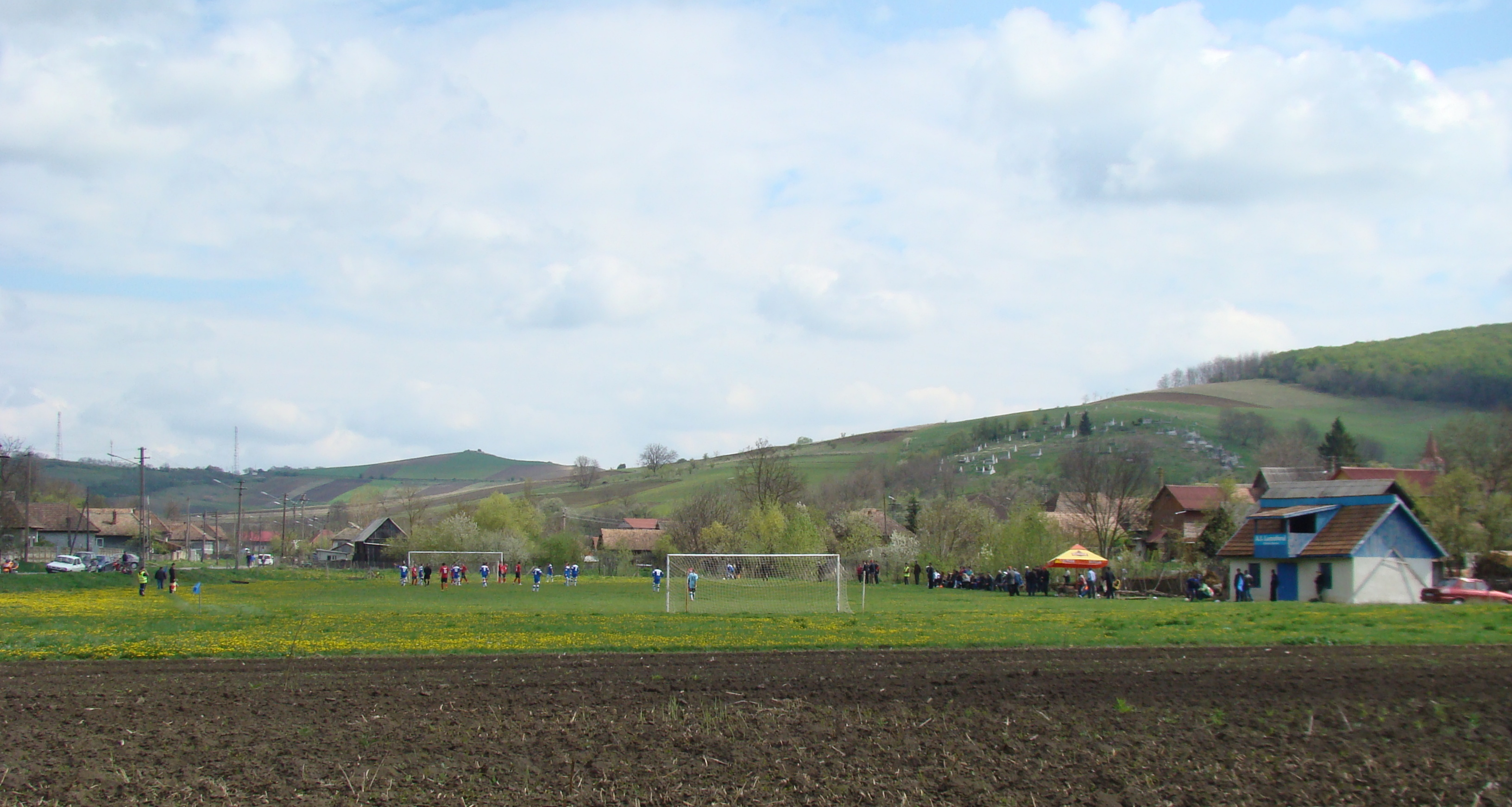
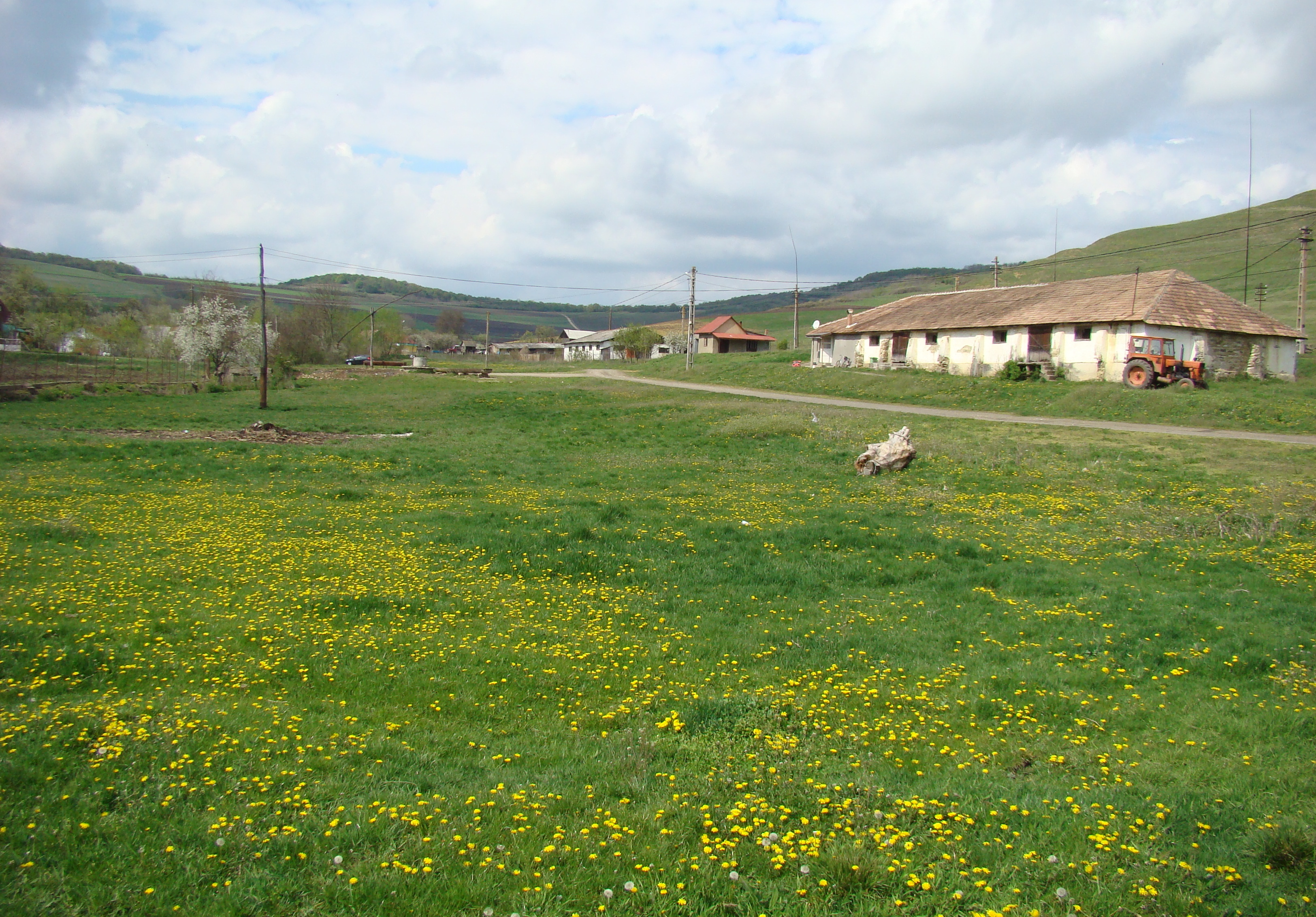